# Onosma obtusifolium
Onosma obtusifolium är en strävbladig växtart som beskrevs av Heinrich Carl Haussknecht, Amp; Sint. och H. Riedl. Onosma obtusifolium ingår i släktet Onosma och familjen strävbladiga växter. Inga underarter finns listade i Catalogue of Life.